# 谭力夫
谭斌（1942年8月—），原名谭力夫，生于陕西延安，原籍湖南资兴，中华人民共和国政府官员，文化部办公厅主任，故宫博物院党委书记兼副院长。文革期间因创作出鼓吹“血统论”的对联而出名。

## 生平
文革初期，1966年6月谭力夫加入中国共产党。1966年7月29日，谭力夫贴出署名“鬼见愁”的著名对联：上联“老子英雄儿好汉”，下联“老子反动儿混蛋”，横批“基本如此”（后来对联的横批从“基本如此”演变为“绝对如此”）。该对联鼓吹“血统论”，意思是父亲是高级干部，儿子必是好汉；父亲是“牛鬼蛇神”，儿子必天生反动。该对联一贴出便在全中国迅速传播，引起轰动。对联贴出仅两天，8月2日中央文革小组组长陈伯达在接见红卫兵时便指出这是“血统论”，8月6日江青建议将该对联改成“老子英雄儿接班，老子反动儿背叛。”10月9日，周恩来表示“谭力夫讲话是典型的形左实右。”10月24日毛泽东说：“学生有些出身不大好的，难道我们都出身好吗？”除了对联外，8月12日，谭力夫又和刘京共同写出大字报《从对联谈起》，提出要将该对联的内容作为中国共产党的阶级路线推行，“提升为政策，上升到本本条条”。8月20日，谭力夫在其所在的北京工业大学的学生辩论会上，就如何对待工作组发表长篇发言，该发言事后作为《谭力夫讲话》迅速流传，引起全国震动：
“有人对黑帮不恨，……可是，对工作组，对一些老革命同志，却恨之入骨。对斗工作组比斗黑帮还带劲。知道哪一个干部犯了错误，就高兴得不得了，大有雀跃之势。看着共产党的干部犯错，你高兴什么？ ！他妈的！ （有人喊 ：骂得好！热烈鼓掌）”
“反正权力还在手，我就敢骂人。骂完了，我挺着肚子，像个无产阶级的样子下台。下台也不能软骨头，不能像狗熊一样，不能给无产阶级丢脸！ （热烈掌声）”
1966年10月16日，陈伯达在中央工作会议上不点名批判谭力夫说：“中央通过了《十六条》不过12天光景，有一个大学的什么文革筹委会委员，就跳出来发表讲话，对抗《十六条》。这个讲话传得很广。有人对毛主席亲自主持制定的中央决定没有一点兴趣，但对那篇讲话却视若至宝，为之翻印，为之广播。”后来，康生、江青、张春桥、姚文元等中央文革小组成员也多次在各类场合不点名批判谭力夫。
1966年12月18日，谭力夫被逮捕关进监狱。为遏制“血统论”在全国的发展，中央文革小组准备在北京开万人批斗大会，彻底批判“血统论”，批斗谭力夫。后此事被周恩来出面干预，制止了对谭力夫的公开批判。经周恩来与中央文革小组多次交涉，1967年5月29日谭力夫获释出狱。此后，在整个文化大革命期间，谭力夫再未参加任何群众组织，变成了“逍遥派”。
1968年7月自北京工业大学无线电系毕业后，1969年谭力夫被分配到某军垦农场接受再教育，1970年应征入伍。他先后在内蒙古集宁、山西大同、北京等地中国人民解放军部队服役。后以中国人民解放军大校军衔奉调转业到国务院直属单位从事经济、人事管理工作。1989年7月自北京大学法律系函授毕业。1996年2月，被国务院定为享受政府特殊津贴的有突出贡献的文化行政管理专家。他是高级工程师。1994年4月，任北京图书馆党委书记兼常务副馆长。1996年7月，任文化部办公厅主任。1997年10月到2003年9月，任故宫博物院党委书记兼副院长。

## 著作
- 《成功金杖——用人之道》
- 《赤子白话》
- 《故宫新语》
- 《半山亭记》（上、下卷）
- 《中华古文明大图集》总策划之一（《中华古文明大图集》是两岸三地首次合作出版的八部二十四集图集）[1]

## 家庭
- 父：谭政文，最高人民检察院副检察长[1]